# Guillermo Angulo
Guillermo Angulo (Anorí, Antioquia, 9 de abril de 1928) es un fotógrafo, escritor, documentalista, diplomático y orquideólogo colombiano, célebre por su estrecha amistad con Gabriel García Márquez y por su obra Gabo + 8, que combina memorias íntimas, fotografías inéditas y testimonio cultural.

## Biografía
Nacido en una finca panelera en Anorí y criado entre Medellín y Bogotá, Angulo viajó a México en 1954 y trabajó en la revista Impacto como reportero gráfico bajo la tutela de Héctor García Cobo. Posteriormente estudió cine en Roma, influenciado por el neorrealismo italiano y figuras como Cesare Zavattini.

## Carrera profesional
Angulo ha colaborado con medios culturales como El Malpensante, Semana y El Espectador, ocupando cargos como director del periódico Ciudad Viva en Bogotá. Además, se desempeño como Cónsul General en Barcelona y Nueva York.

### Generación cultural
En 1956 conoció a Gabriel García Márquez en París, cuando ambos estudiaban cine. Angulo lo encontró en un suéter al estilo Hemingway y desde entonces mantuvieron una amistad cercana durante más de cinco décadas.
Angulo retrató a Gabo en momentos emblemáticos, incluido el icónico retrato con el manuscrito de Cien años de soledad en 1966, considerado por el Nobel como «la única foto mía tomada por Anguleto mientras escribía» la novela.
El libro Gabo + 8 presenta memorias sobre los últimos años de García Márquez, cuando su memoria comenzó a deteriorarse: “Perder la memoria es morirse”, reflexiona Angulo en sus páginas.
La mañana antes del fallecimiento del Nobel, el hijo Rodrigo lo contactó para decirle que Gabo debía morir en su casa de Ciudad de México; Angulo viajó de inmediato, llegó a tiempo para entregarle un beso en la frente y Rodrigo lo llamó «Anguleto» alegando que así se reparte mejor la tristeza.
Más allá de García Márquez, Angulo fue un testigo y protagonista clave en el entorno intelectual colombiano y latinoamericano de mediados del siglo XX. Fotografió a otros escritores y artistas de la llamada «Generación Mito», entre ellos Manuel Mejía Vallejo, Alberto Aguirre, Fernando González Ochoa, Rogelio Salmona y Santiago García Pinzón.
Su amistad con el fotógrafo mexicano Rodrigo Moya también forma parte de ese entramado cultural latinoamericano. Angulo es considerado por la crítica como un «testigo memorioso» de aquella generación de intelectuales y artistas comprometidos con los procesos sociales y culturales de su tiempo.
En su faceta de testigo cercano a Gabriel García Márquez, Guillermo Angulo relató cómo acompañó al Nobel cuando este partió al exilio tras ser hostigado durante el gobierno de Julio César Turbay Ayala. Su testimonio aporta una mirada íntima a ese momento decisivo en la vida del escritor, y refuerza el papel de Angulo como memoria viva del entorno cultural y político que rodeó a Gabo.

## Vida personal
Desde su casa victoriana en Choachí —antigua propiedad del expresidente Miguel Abadía Méndez— Angulo vive rodeado de un exuberante jardín de orquídeas al que denomina «Orquidiósesis de la Tegualda».  
Relata que ha visto en ocasiones al fantasma del expresidente caminando por los corredores junto al río de su finca.
Se define también como «jardinero que escribe»: práctica literal y metafórica que articula sus pasiones por la memoria, la fotografía y las plantas. En entrevista confesó que no anotaba las anécdotas de su vida, pues confiaba en su memoria prodigiosa para reconstruir conversaciones y momentos de hace décadas.
Su relación personal con Vanna Brandestini, esposa italiana fallecida tras padecer Alzheimer, aparece reflejada en el libro, donde la dedicación expresa: «al laberinto» de su pérdida. La narrativa incluye reflexiones sobre la memoria y su desgaste, reflejadas tanto en Gabo como en ella.
Además, en 2001 fue secuestrado por las FARC y liberado sin rescate económico tras cinco meses y medio, liberación que atribuye a la intervención personal de García Márquez.
Angulo se define como «jardinero que escribe». A sus 93 años, dijo que ha dedicado gran parte de su vida al cultivo de orquídeas y a escribir sus memorias, sin escribir ficción como tal.
Comparte su técnica para preservar la memoria: usa un ejercicio de meditación corporal para dormir ocho horas diarias. Atribuye esa disciplina a un método que le enseñó «un agente de la CIA» y que lo mantiene lúcido.
Cuenta también cómo su esposa Vanna, quien padeció Alzheimer, a veces dejaba de reconocerlo, hasta que él le preguntaba con humor: «¿Y usted está durmiendo con un desconocido?», lo que la hacía sonreír y reconocerse de nuevo.
Cuando García Márquez comenzó a perder la memoria, Angulo recuerda que «un día estaba en su casa y […] él le dijo: ‘¿Cuánto me pagas?’ y yo le dije: “No, el fotógrafo soy yo, tú me tienes que pagar a mí”. Se volvió a reír y se fue conmigo a hacer las fotos. Una de ellas es la que está en la portada del libro».”

## Jardín en Choachí
Desde hace más de treinta años, Guillermo Angulo reside en una casa de estilo victoriano en el municipio de Choachí, Cundinamarca. Esta propiedad fue anteriormente habitada por el expresidente colombiano Miguel Abadía Méndez y ha sido descrita por medios de comunicación como uno de los jardines privados más notables del país.
En este espacio, Angulo ha cultivado una amplia variedad de especies vegetales, algunas de ellas poco comunes en la región andina. El jardín incluye nenúfares, victorias amazónicas que florecen dos veces por año, orquídeas como la cattleya violácea —que se creía exclusiva de Brasil— y la Stanhopea reichenbachiana, además de otras especies exóticas.
También alberga plantas como bromelias, heliconias, cartuchos, ave del paraíso, musgos, líquenes, papiros, bananos ornamentales, tulipanes africanos y diferentes variedades de guadua. Entre los árboles que se encuentran en el lugar figuran especies nativas y foráneas como el guayacán, el yarumo, el jazmín de leche, la acacia mimosa y la palma de cera.
La residencia ha sido escenario de diversas actividades intelectuales y personales del autor, incluyendo la escritura de columnas periodísticas y la recepción de visitas de amigos y colegas. El entorno ha sido interpretado por algunos observadores como una manifestación de su interés por la botánica y como un espacio que refleja su trayectoria vital y profesional.

## Obra literaria
A lo largo de su vida, Guillermo Angulo cultivó una escritura profundamente personal, irónica y nostálgica, marcada por su cercanía con los grandes protagonistas de la cultura latinoamericana del siglo XX. Tal como él mismo lo expresó: «Todo lo que escribo es autobiografía porque carezco de imaginación».
Uno de sus primeros trabajos literarios fue la recopilación de crónicas y recuerdos sobre sus viajes y amistades, los cuales publicó en columnas, entrevistas y libros. Su estilo narrativo, agudo y evocador, se encuentra presente en obras como Gabo + 8, un testimonio íntimo de sus vivencias junto a Gabriel García Márquez y otros amigos cercanos. «Mi libro es un canto de amor a Gabo y a mis amigos. Con él quiero que se les conozca un poco más, que la gente sepa de sus sueños, de sus manías, de sus días buenos y malos. No es una biografía ni un ensayo: es mi forma de recordarlos y de agradecerles», declaró en una entrevista para la revista Semana.
En el diálogo con el periodista Óscar Domínguez, publicado por El Tiempo, Angulo rememoró múltiples anécdotas de su trayectoria en el periodismo y la cultura. Allí volvió a señalar su preferencia por la evocación antes que la invención: «No escribo ficción porque no tengo imaginación. Pero tengo buena memoria, y eso me basta para escribir». La entrevista recoge también su reflexión sobre la escritura como un acto de amor, humor y desobediencia.
También incursionó en la escritura de columnas de opinión. En una entrevista realizada por Diana Rincón, publicada en El Tiempo, expresó su postura frente al debate sobre el uso del lenguaje inclusivo: «No se puede forzar una guerra gramatical de los sexos con violencia. Hay que pensar en el idioma como un espacio de convivencia». En dicha entrevista se identificó como un defensor del lenguaje claro, con un enfoque crítico frente a los extremismos.

## Legado
Guillermo Angulo ha sido reconocido como un testigo privilegiado de la vida cultural y literaria latinoamericana del siglo XX. Su trabajo no solo capturó imágenes, sino que también resguardó memorias de una generación de intelectuales profundamente comprometidos con la realidad social de su tiempo. Considerado por muchos como un «amigo memorioso» de figuras como Gabriel García Márquez, su lente logró registrar momentos íntimos y definitorios de autores, artistas y pensadores de la región.
Angulo es reconocido como uno de los últimos testigos vivos del círculo íntimo de Gabriel García Márquez. Su archivo fotográfico, su obra escrita y su testimonio hacen parte fundamental de la memoria cultural del Boom latinoamericano y posboom.
Su legado abarca tanto la fotografía como la literatura, el cine, el periodismo y la diplomacia cultural, con un enfoque íntimo y profundamente humano que se refleja en obras como Gabo + 8, donde repasa los últimos años de García Márquez desde la ternura y la nostalgia.
Angulo también fue retratado en un diálogo sobre la memoria con el periodista Óscar Domínguez, publicado en El Tiempo, donde se destaca su mirada viajera, su pasión por las orquídeas y su papel como testigo cultural. En sus propias palabras: «Todo lo que escribo es autobiografía, porque carezco de imaginación»
En una entrevista realizada en 2017, Angulo manifestó su desacuerdo con los intentos de imponer reformas abruptas al idioma en nombre del lenguaje inclusivo. Aunque reconoció que la lengua evoluciona, expresó su preocupación por lo que denominó «la guerra gramatical de los sexos», y abogó por una actitud más mesurada frente a los cambios en el uso del género gramatical.